# Strongman Super Series
Strongman Super Series (serie estupenda del strongman, actualmente conocida como Serie estupenda del Hombre más fuerte del mundo) es una secuencia de los mejores acontecimientos y los más destacados competidores en atletismo de fuerza. 
Fue creado en 2001 debido a que a diferencia de otros deportes individuales como el golf o el tenis, no había un recorrido internacional en el strongman. En esta secuencia se elige al competidor más destacado de cada año.
Actualmente este evento se lleva a cabo en julio de cada año. Desde 2001 hasta 2006 se ha realizado a nivel nacional en Canadá, Hawái, Suecia, Estados Unidos, Grecia, Países Bajos y Rusia.
Cualquier acontecimiento relacionado con este deporte puede ser parte de esta serie, siempre y cuando tenga las condiciones necesarias (máxima seguridad, disposición adecuada para los medios y los espectadores).
Normalmente suelen participar diez atletas en cada competición, y los cuatro que acumulen más puntos quedan invitados a la competición de El hombre más fuerte del mundo.

## Campeones mundiales deSuper Series
| Año    | Atleta               | Nacionalidad   |
| ------ | -------------------- | -------------- |
| 2001   | Magnus Samuelsson    | Suecia         |
| 2002   | Hugo Girard          | Canadá         |
| 2003/4 | Mariusz Pudzianowski | Polonia        |
| 2004/5 | Žydrūnas Savickas    | Lituania       |
| 2005*  | Mariusz Pudzianowski | Polonia        |
| 2006*  | Mariusz Pudzianowski | Polonia        |
| 2007*  | Mariusz Pudzianowski | Polonia        |
| 2008*  | Derek Poundstone     | Estados Unidos |
| 2009   | Brian Shaw           | Estados Unidos |
| 2010   | Brian Shaw           | Estados Unidos |

*WSM Super Series